# Аркадий Мавретанский
 Аркадий Мавретанский  (лат. Arcadius, 284 г., римская провинция Мавретания — 305 г., там же) — святой Римско-Католической Церкви, мученик.

## Агиография
Аркадий родился в 284 году в римской провинции Мавретания (территория нынешнего Алжира). Во время преследований христиан 284—305 гг. при правлении римского императора Диоклетиана был вынужден скрываться. Когда была арестована его семья, Аркадий предстал перед судом. Ему предложили отказаться от своей веры, но остался верен христианству. Тогда его подвергли пыткам: сломали ноги и распяли.
День памяти в Католической Церкви — 12 января.